# Caloplaca magnussoniana
Caloplaca magnussoniana é uma espécie de líquen da família Teloschistaceae. Foi descrito cientificamente em 2011.